# 9812 Danco
9812 Danco eller 1998 SJ144 är en asteroid i huvudbältet som upptäcktes den 18 september 1998 av den belgiske astronomen Eric W. Elst vid La Silla-observatoriet. Den är uppkallad efter Emile Danco.
Asteroiden har en diameter på ungefär 4 kilometer.